# PsychOpen
PsychOpen ist eine vom Leibniz-Institut für Psychologie (ZPID) betriebene europäische  Open-Access-Publikationsplattform für Psychologie, die das traditionelle wissenschaftliche Publizieren mit der Veröffentlichung im Internet kombiniert. Publiziert werden Fachzeitschriften aus allen Bereichen der Psychologie mit dem Ziel, den Zugang zu psychologischer Fachliteratur zu verbessern.

## Grundsätze
PsychOpen ist grundsätzlich frei und offen. Dies äußert sich auf mehreren Ebenen:
- Inhalt: alle Felder der Psychologie und ihrer Nachbardisziplinen sowohl im akademischen als auch im berufsbezogenen-angewandten Bereich
- Publikationsarten: Zeitschriftenaufsätze, Monographien, klinische Studien etc.
- Sprachen: multilinguale Inhalte mit englischen Metadaten (Titel, Keywords und Abstracts)
- Kosten: kostenfreie Nutzung für Autoren, Herausgeber und Leser[1]

## Publikationen
PsychOpen publiziert folgende Zeitschriften (Stand: August 2013):
- Europe’s Journal of Psychology
- Journal of Social and Political Psychology
- Interpersona: An International Journal on Personal Relationships
- Psychological Thought
- Psychology, Community & Health
- The European Journal of Counselling Psychology

## Technische Infrastruktur
Die technische Infrastruktur wird vom ZPID zur Verfügung gestellt. PsychOpen verwendet Open Journal Systems, eine Open-Source-Software, die speziell für das Verwalten akademischer peer-reviewed Open-Access-Zeitschriften entwickelt wurde.

## Mitgliedschaften
PsychOpen ist Mitglied bei CLOCKSS, CrossRef sowie OASPA, der Open Access Scholarly Publishers Association.